# Choneplax littlerorum
Choneplax littlerorum is een keverslakkensoort uit de familie van de Acanthochitonidae. De wetenschappelijke naam van de soort is voor het eerst geldig gepubliceerd in 2003 door Sirenko.